# Титанобоа
Титанобоа (лат. Titanoboa cerrejonensis) — викопний рід гігантських удавів (родина, до якої належать всі удави та анаконди), що жив у середньому та пізньому палеоцені. Вперше титанобоа був виявлений на початку 2000-х років співробітниками Смітсонівського інституту тропічних досліджень, які разом зі студентами Університету Флориди знайшли 186 зразків скам'янілостей титанобоа в департаменті Ла-Гуахіра на північному сході Колумбії. У 2009 році цей вид був названий і описаний як Titanoboa cerrejonensis, найбільша змія з коли-небудь знайдених на той час. Спочатку вона була відома лише за грудними хребцями та ребрами, але пізніші експедиції зібрали частини черепа та зуби. Титанобоа належить до підродини удави (Boinae) і є найближчим родичем інших сучасних удавів Мадагаскару та Тихого океану.
Титанобоа міг виростати до 12,8 м завдовжки, можливо, навіть до 14,3 м, і важити близько 730—1135 кг. Відкриття Titanoboa cerrejonensis витіснило попереднього рекордсмена, Gigantophis garstini, відомого з еоцену Єгипту. Титанобоа з'явився після вимирання всіх непташиних динозаврів, будучи одним з найбільших рептилій, що розвинулися після крейдово-палеогенового вимирання. Його хребці дуже міцні та широкі, п'ятикутної форми, як і в інших представників родини Boinae. Вважається, що титанобоа був напівводним вищим хижаком, раціон якого складався переважно з риби.

## Історія відкриття

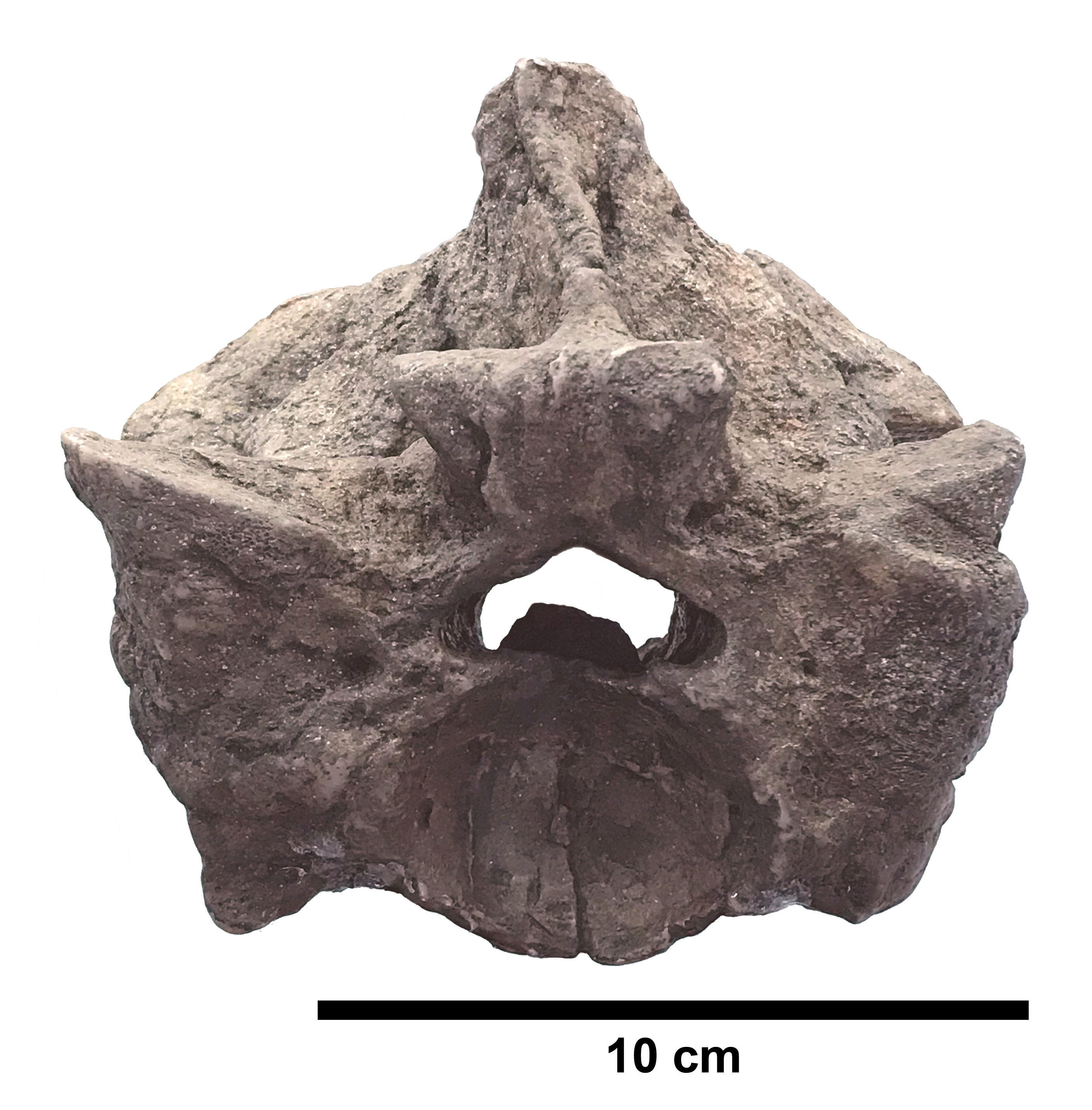
Паратип спинного хребця T. cerrejonensis

У 2002 році під час експедиції до вугільних шахт Серрехон у Ла Гуахіра, організованої Університетом Флориди та Смітсонівським інститутом тропічних досліджень, студентами Джонатоном Блоком і Карлосом Харамільйо були знайдені великі грудні хребці та ребра. Протягом експедиції було знайдено більше скам'янілостей — 186 зразків від 30 особин уцілому. Експедиція тривала до 2004 року, під час якої скам'янілості титанобоа були помилково марковані як рештки крокодилів. Скам'янілості були перевезені до Музею природничої історії Флориди, де їх вивчила та описала міжнародна команда канадських, американських та панамських вчених у 2009 році на чолі з Джейсоном Дж. Хедом з Університету Торонто. Рештки змії були описані як такі, що належать новому гігантському удаву, якого вони назвали Titanoboa cerrejonensis. Назва роду походить від грецьк. «титан» та Boa — типового роду родини Boidae (удавові). Назва виду є відсиланням до регіону Серрехон, де його знайшли. Голотип виду — це один спинний хребець, каталогізований як UF/IGM 1, який Хед та його колеги (2009) використов для попередньої оцінки розмірів T. cerrejonensis.
Інша експедиція в Серрехон, розпочата у 2011 році, знайшла більше скам'янілостей титанобоа. Група повернулася з трьома розчленованими черепами титанобоа, що робить її однією з небагатьох викопних змій зі збереженим черепним матеріалом. Черепи були знайдені в асоціації з посткраніальним матеріалом, що закріпило їхню приналежність до цього виду. Хоча черепи не описані, була опублікована стаття на BBC у 2012 році та автореферат у Society of Vertebrate Paleontology.

## Опис

Порівняння розмірів титанобоа з людиною, палеофісом, гігантофісом, сітчастим пітоном і зеленою анакондою

Судячи з розміру хребців, титанобоа є найбільшою змією в палеонтологічному літописі. У сучасних плазунів, таких як удави та пітони, більші розміри тіла пропорційні більшим розмірам хребців, а не збільшенню кількості кісток, що складають скелет, що дозволяє оцінювати довжину всієї тварини на основі окремих кісток. Порівнюючи непошкоджені хребці Titanoboa зі скелетом сучасних удавів Хед та його колеги встановили, що проаналізовані зразки відповідають задній частині передклоакового відділу хребетного стовпа, приблизно на 60—65 % нижче від перших двох шийних хребців. Використовуючи цей метод, початкові оцінки розмірів запропонували загальну довжину тіла приблизно 12,82 м (± 2,18 м). Вага була визначена шляхом порівняння титанобоа із сучасними зеленою анакондою та південним скельним пітоном, в результаті чого було отримано вагу від 652 до 1819 кг (середня оцінка — 1135 кг). Ці оцінки значно перевищують розміри найбільших сучасних змій — зеленої анаконди та сітчастого пітона, а також попереднього викопного рекордсмена — Gigantophis garstini. Існування ще восьми екземплярів, подібних за розміром до того, що був використаний у цих розрахунках, свідчить про те, що титанобоа регулярно досягали таких масивних пропорцій. Пізніше відкриття матеріалу черепа дозволило оцінити розмір на основі пропорцій довжини черепа до довжини тіла. Застосування пропорцій анаконди до черепа Titanoboa (40 см завдовжки) дає загальну довжину тіла близько 14,3 м (± 1,28 м). У 2016 році Фельдман та його колеги підрахували, що особина завдовжки 12,8 м важила б щонайбільше 730 кг, виходячи з їхнього рівняння для оцінки розмірів тіла представників Boinae.

## Таксономія
Кладограма за філогенетичним аналізом 2015 року:
|  | Corallus priscus |
|  |                  |
|  | сучасні Corallus |
|  |                  |

|  | Epicrates                                                              |
|  |                                                                        |
|  | \| \| Eunectes stirtoni \| \| \| \| \| \| сучасні Eunectes \| \| \| \| |
|  |                                                                        |
|  | Eunectes stirtoni                                                      |
|  |                                                                        |
|  | сучасні Eunectes                                                       |
|  |                                                                        |

|  | Eunectes stirtoni |
|  |                   |
|  | сучасні Eunectes  |
|  |                   |

|  | Epicrates                                                              |
|  |                                                                        |
|  | \| \| Eunectes stirtoni \| \| \| \| \| \| сучасні Eunectes \| \| \| \| |
|  |                                                                        |
|  | Eunectes stirtoni                                                      |
|  |                                                                        |
|  | сучасні Eunectes                                                       |
|  |                                                                        |

|  | Eunectes stirtoni |
|  |                   |
|  | сучасні Eunectes  |
|  |                   |

|  | Corallus priscus |
|  |                  |
|  | сучасні Corallus |
|  |                  |

|  | Epicrates                                                              |
|  |                                                                        |
|  | \| \| Eunectes stirtoni \| \| \| \| \| \| сучасні Eunectes \| \| \| \| |
|  |                                                                        |
|  | Eunectes stirtoni                                                      |
|  |                                                                        |
|  | сучасні Eunectes                                                       |
|  |                                                                        |

|  | Eunectes stirtoni |
|  |                   |
|  | сучасні Eunectes  |
|  |                   |

|  | Epicrates                                                              |
|  |                                                                        |
|  | \| \| Eunectes stirtoni \| \| \| \| \| \| сучасні Eunectes \| \| \| \| |
|  |                                                                        |
|  | Eunectes stirtoni                                                      |
|  |                                                                        |
|  | сучасні Eunectes                                                       |
|  |                                                                        |

|  | Eunectes stirtoni |
|  |                   |
|  | сучасні Eunectes  |
|  |                   |

|  | Corallus priscus |
|  |                  |
|  | сучасні Corallus |
|  |                  |

|  | Epicrates                                                              |
|  |                                                                        |
|  | \| \| Eunectes stirtoni \| \| \| \| \| \| сучасні Eunectes \| \| \| \| |
|  |                                                                        |
|  | Eunectes stirtoni                                                      |
|  |                                                                        |
|  | сучасні Eunectes                                                       |
|  |                                                                        |

|  | Eunectes stirtoni |
|  |                   |
|  | сучасні Eunectes  |
|  |                   |

|  | Epicrates                                                              |
|  |                                                                        |
|  | \| \| Eunectes stirtoni \| \| \| \| \| \| сучасні Eunectes \| \| \| \| |
|  |                                                                        |
|  | Eunectes stirtoni                                                      |
|  |                                                                        |
|  | сучасні Eunectes                                                       |
|  |                                                                        |

|  | Eunectes stirtoni |
|  |                   |
|  | сучасні Eunectes  |
|  |                   |

|  | Corallus priscus |
|  |                  |
|  | сучасні Corallus |
|  |                  |

|  | Epicrates                                                              |
|  |                                                                        |
|  | \| \| Eunectes stirtoni \| \| \| \| \| \| сучасні Eunectes \| \| \| \| |
|  |                                                                        |
|  | Eunectes stirtoni                                                      |
|  |                                                                        |
|  | сучасні Eunectes                                                       |
|  |                                                                        |

|  | Eunectes stirtoni |
|  |                   |
|  | сучасні Eunectes  |
|  |                   |

|  | Epicrates                                                              |
|  |                                                                        |
|  | \| \| Eunectes stirtoni \| \| \| \| \| \| сучасні Eunectes \| \| \| \| |
|  |                                                                        |
|  | Eunectes stirtoni                                                      |
|  |                                                                        |
|  | сучасні Eunectes                                                       |
|  |                                                                        |

|  | Eunectes stirtoni |
|  |                   |
|  | сучасні Eunectes  |
|  |                   |

|  | Corallus priscus |
|  |                  |
|  | сучасні Corallus |
|  |                  |

|  | Epicrates                                                              |
|  |                                                                        |
|  | \| \| Eunectes stirtoni \| \| \| \| \| \| сучасні Eunectes \| \| \| \| |
|  |                                                                        |
|  | Eunectes stirtoni                                                      |
|  |                                                                        |
|  | сучасні Eunectes                                                       |
|  |                                                                        |

|  | Eunectes stirtoni |
|  |                   |
|  | сучасні Eunectes  |
|  |                   |

|  | Epicrates                                                              |
|  |                                                                        |
|  | \| \| Eunectes stirtoni \| \| \| \| \| \| сучасні Eunectes \| \| \| \| |
|  |                                                                        |
|  | Eunectes stirtoni                                                      |
|  |                                                                        |
|  | сучасні Eunectes                                                       |
|  |                                                                        |

|  | Eunectes stirtoni |
|  |                   |
|  | сучасні Eunectes  |
|  |                   |

|  | Corallus priscus |
|  |                  |
|  | сучасні Corallus |
|  |                  |

|  | Epicrates                                                              |
|  |                                                                        |
|  | \| \| Eunectes stirtoni \| \| \| \| \| \| сучасні Eunectes \| \| \| \| |
|  |                                                                        |
|  | Eunectes stirtoni                                                      |
|  |                                                                        |
|  | сучасні Eunectes                                                       |
|  |                                                                        |

|  | Eunectes stirtoni |
|  |                   |
|  | сучасні Eunectes  |
|  |                   |

|  | Epicrates                                                              |
|  |                                                                        |
|  | \| \| Eunectes stirtoni \| \| \| \| \| \| сучасні Eunectes \| \| \| \| |
|  |                                                                        |
|  | Eunectes stirtoni                                                      |
|  |                                                                        |
|  | сучасні Eunectes                                                       |
|  |                                                                        |

|  | Eunectes stirtoni |
|  |                   |
|  | сучасні Eunectes  |
|  |                   |

|  | Corallus priscus |
|  |                  |
|  | сучасні Corallus |
|  |                  |

|  | Epicrates                                                              |
|  |                                                                        |
|  | \| \| Eunectes stirtoni \| \| \| \| \| \| сучасні Eunectes \| \| \| \| |
|  |                                                                        |
|  | Eunectes stirtoni                                                      |
|  |                                                                        |
|  | сучасні Eunectes                                                       |
|  |                                                                        |

|  | Eunectes stirtoni |
|  |                   |
|  | сучасні Eunectes  |
|  |                   |

|  | Epicrates                                                              |
|  |                                                                        |
|  | \| \| Eunectes stirtoni \| \| \| \| \| \| сучасні Eunectes \| \| \| \| |
|  |                                                                        |
|  | Eunectes stirtoni                                                      |
|  |                                                                        |
|  | сучасні Eunectes                                                       |
|  |                                                                        |

|  | Eunectes stirtoni |
|  |                   |
|  | сучасні Eunectes  |
|  |                   |

|  | Corallus priscus |
|  |                  |
|  | сучасні Corallus |
|  |                  |

|  | Epicrates                                                              |
|  |                                                                        |
|  | \| \| Eunectes stirtoni \| \| \| \| \| \| сучасні Eunectes \| \| \| \| |
|  |                                                                        |
|  | Eunectes stirtoni                                                      |
|  |                                                                        |
|  | сучасні Eunectes                                                       |
|  |                                                                        |

|  | Eunectes stirtoni |
|  |                   |
|  | сучасні Eunectes  |
|  |                   |

|  | Epicrates                                                              |
|  |                                                                        |
|  | \| \| Eunectes stirtoni \| \| \| \| \| \| сучасні Eunectes \| \| \| \| |
|  |                                                                        |
|  | Eunectes stirtoni                                                      |
|  |                                                                        |
|  | сучасні Eunectes                                                       |
|  |                                                                        |

|  | Eunectes stirtoni |
|  |                   |
|  | сучасні Eunectes  |
|  |                   |

## В культурі
- У 2011 році Чарлі Брінсон і його команда створили 10-метрову механічну діючу модель титанобоа. У планах команди створення 15-метрової моделі[8].

- 22 березня 2012 року 14-метрова реконструкція скелета титанобоа, створена для присвяченої титанобоа науково-популярної програми Titanoboa: Monster Snake виробництва Smithsonian Channel, була представлена на Центральному вокзалі Нью-Йорка.

- Титанобоа з'являється у другій серії фантастичного серіалу «Портал юрського періоду: Новий світ» (Primeval: New World).